# Stau (Meteorologie)

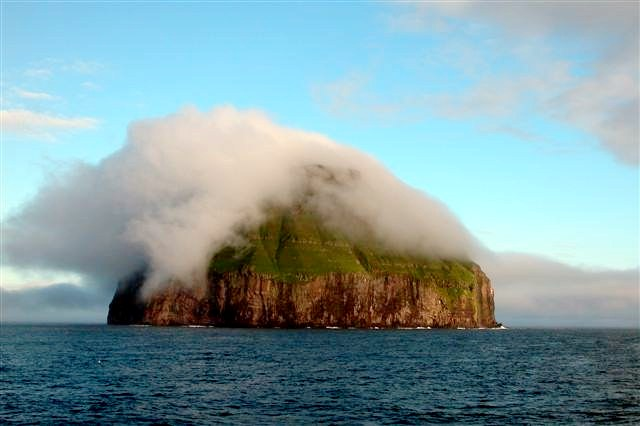
Windstau an Lítla Dímun, der kleinsten der Färöer-Inseln

Als Stau oder Windstau wird in der Meteorologie die erzwungene Aufwärtsbewegung des Windes vor orografischen Hindernissen wie Bergen und Gebirgen bezeichnet, wenn der Wind quer auf das Hindernis trifft. Die dadurch bedingte Hebung der Luftmassen führt zur adiabatischen Abkühlung und bei ausreichendem Wasserdampfgehalt zur Bildung von Stauwolken und gegebenenfalls auch zu Steigungsniederschlägen, die lange andauern können. Gebiete mit häufigem Windstau, insbesondere vor lang gestreckten Gebirgszügen, werden als Staulagen bezeichnet. Dabei entsteht der Eindruck, dass die Regenwolken sich am Gebirge verdichten, aufstauen und daran hängenbleiben.
Ein Staueffekt tritt auch auf, wenn der Wind auf niedrigere Hügelketten oder vom offenen Meer auf eine Flachküste trifft, da die unteren Luftschichten durch Bodenreibung gebremst werden, was nachfolgende Luftmassen zum Aufsteigen zwingt. Die Stauwirkung kann sich in der Horizontalen bis zu einer Entfernung bemerkbar machen, die dem 50-fachen der Höhe des Hindernisses entspricht. In der Vertikalen kann der Wirkungsbereich bis zur 10- bis 20-fachen Hindernishöhe reichen. Auf der Nordseite der Alpen reicht die Staulage bei Nordwestwind oft bis zur Donau und macht sich am Boden durch eine verminderte Sicht bemerkbar.
Gegensätzlich zur Staulage auf der Luv-Seite von Gebirgen tritt durch absinkende Luftmassen auf der Lee-Seite eine Erwärmung ein, es kann sich Föhn ausbilden.